# Thelebolus polysporus
Thelebolus polysporus (P. Karst.) Otani & Kanzawa – gatunek grzybów z rodziny Thelebolaceae.

## Systematyka i nazewnictwo
Pozycja w klasyfikacji według Index Fungorum: Thelebolus, Thelebolaceae, Thelebolales, Leotiomycetidae, Leotiomycetes, Pezizomycotina, Ascomycota, Fungi.
Po raz pierwszy takson ten opisał w roku 1867 Petter Adolf Karsten, nadając mu nazwę Ascobolus polysporus. Obecną nazwę nadali mu Hironao Otani i S. Kanzawa w 1970 r. Ma 10 synonimów. Niektóre z nich:
- Ascophanus conformis (P. Karst.) Sacc. 1889
- Ascophanus punctiformis (P. Karst.) Sacc. 1889
- Pezizula polyspora (P. Karst.) P. Karst. 1871[2].

## Morfologia
W każdym owocniku po 2–5 worków 80–160 × 60–90 µm, początkowo szeroko maczugowatych, następnie elipsoidalnych lub jajowatych z dużym, kopulastym wierzchołkiem i bez wyraźnego trzonu. W jednym worku powstaje 256 askospor o gładkich i nie wybarwiających się jodem ścianach. Młode worki mają ścianę o prostej, delikatnej strukturze. Podczas wczesnej askosporogenezy tworzy się wewnętrzna warstwa o słabej reaktywności, w trakcie dalszego rozwoju ściana pierwotna staje się warstwą zewnętrzną i pozostaje raczej stała pod względem grubości 140-160 µm we wszystkich częściach i składa się z silnie reaktywnej warstwy zewnętrznej o grubości 45–60 nm i tylko umiarkowanie reaktywnej warstwy wewnętrznej o grubości 90–115 µm. Ściana boczna i wierzchołkowa ma grubość około 770 µm, w aparacie apikalnym dochodzi do 910 µm. Askospory uwalniają się poprzez nieregularne pęknięcie zewnętrznej warstwa na wierzchołku i wreszcie pęknięcie warstwy wewnętrznej.

## Występowanie i siedlisko
Znane jest występowanie Thelebolus polysporus w Ameryce Północnej i w Europie. W Polsce M.A. Chmiel w 2006 r. przytoczyła 8 stanowisk, w późniejszych latach podano następne.
Grzyb koprofilny występujący na odchodach zwierząt roślinożernych.